# Avalon Wasteneys
Avalon Wasteneys (North York, 31 de agosto de 1997) es una deportista canadiense que compite en remo.
Participó en dos Juegos Olímpicos de Verano, obteniendo dos medallas, oro en Tokio 2020 y plata en París 2024, en la prueba de ocho con timonel.  Ganó una medalla de bronce en el Campeonato Mundial de Remo de 2022, en el ocho con timonel.

## Palmarés internacional
| Juegos Olímpicos   | Juegos Olímpicos         | Juegos Olímpicos  | Juegos Olímpicos |
| Año                | Lugar                    | Medalla           | Prueba           |
| ------------------ | ------------------------ | ----------------- | ---------------- |
| 2020               | Tokio (Japón)            | Medalla de oro    | Ocho con timonel |
| 2024               | París (Francia)          | Medalla de plata  | Ocho con timonel |
| Campeonato Mundial |                          |                   |                  |
| Año                | Lugar                    | Medalla           | Prueba           |
| 2022               | Račice (República Checa) | Medalla de bronce | Ocho con timonel |